# توانگا
توانگا شهری در شهرستان کومبیسیری در استان بازگا در بورکینافاسوی مرکزی است و جمعیت آن ۲۰۱۹ نفر است.